# الجريدة الرسمية للمملكة المغربية

الصفحة الأولى للعدد 33 من الجريدة الرسمية، الصادرة في نوفمبر 1913.

الجريدة الرسمية للمملكة المغربية هي الجريدة الرسمية في المغرب، أول إصدار لها كان سنة 1912، وكانت الجريدة بنسختيها الفرنسية والعربية تطبع في مطبعة خاصة بالدار البيضاء قبل أن تنتقل إلى شارع لعلو بالرباط إلى أن تم تشييد المقر الحالي للمطبعة الرسمية سنة 1923 وتوسيعه خلال الفترة الممتدة بين 1952 و1954. وبتاريخ 9 مارس 1956 تم تغيير اسم الجريدة الرسمية إلى «الجريدة الرسمية للمملكة المغربية الشريفة»، ثم بعد سنتين من ذلك ستحمل الجريدة في يناير 1958 اسمها الحالي. وكانت الجريدة تصدر مترجمة خلال الفترة الممتدة من سنتي 1958 إلى 1975 باللغتين الفرنسية والإسبانية٬ وابتداء من سنة 1975 اقتصرت الترجمة فقط على اللغة الفرنسية.

## تاريخ
قبل صدور أول عدد من الجريدة الرسمية، كان نشر القوانين والمراسيم والظهائر التي تتخذها الدولة الشريفة يتم عبر وسائل تقليدية من قبيل ملصقات والأسواق والمساجد الجامعة والمتن الشعري.

### الحماية الفرنسية
بعد أن استتب الأمر للجنرال ليوطي على أرض المغرب، أصدر قرارا سنة 1912 يقضي بإصدار «الجريدة الرسمية للدولة المغربية الشريفة المحمية» 
، وذلك بغرض نشر مراسيم ومقررات الحكومة الشريفة، إلى جانب القوانين والمراسيم والمقررات الصادرة عن حكومة الجمهورية الفرنسية في كل ما يتعلق بالمغرب. وأول مدير على رأسها هو الفرنسي فويت.

وفي يوم 1 نوفمبر 1912، صدر العدد الأول من الجريدة الرسمية، في طبعتها الفرنسية، حيث كانت المادة الرئيسية لهذا العدد هو نص معاهدة الحماية الموقع يوم 30 مارس 1912 بين الجمهورية الفرنسية والمملكة الشريفة. كما نشر في نفس العدد مرسوم موقع بتاريخ 2 سبتمبر 1912 من طرف الجنرال ليوطي يقول الفصل الأول منه: 
 وبالرغم من أن الفصل الثاني من مرسوم 2 سبتمبر 1912 يؤكد على أن الجريدة الرسمية ستصدر في طبعتين باللغة الفرنسية واللغة العربية، لم تصدر الجريدة الرسمية في نسختها العربية إلا بتاريخ 1 فبراير 1913، والتي كان أول خبرها عزل السلطان مولاي عبد الحفيظ.

### الحماية الإسبانية
كان لشمال المغرب، المعروف آنذلك بالمنطقة الخليفية الإسبانية، جريدته الرسمية الخاصة، والتي صدرت في 10 أبريل 1913 باسم «الجريدة الرسمية لمنطقة النفوذ الإسباني بالمغرب»، وكانت تصدر باللغة الإسبانية وتطبع في مدريد. وفي 10 ديسمبر 1918 تقرر تغيير اسمها إلى «الجريدة الرسمية لمنطقة الحماية الإسبانية بالمغرب» (بالإسبانية: Boletín oficial de la zona de Protectorado español)‏ . وبتاريخ 11 يناير 1918 أصدرت السلطات الاستعمارية الإسبانية نسخة عربية للجريدة الرسمية. ولم يشرع في طبع النسخة الإسبانية من الجريدة بتطوان إلا مع حلول سنة 1935. استمرت الجريدة الإسبانية في الصدور بعد الاستقلال لكنها غيرت اسمها في 13 أبريل 1956 إلى «الجريدة الرسمية لمنطقة شمال المغرب»، قبل أن تضيف بعد ثلاثة أشهر عبارة المملكة المغربية الشريفة إلى اسمها، بحيث ستصدر بتاريخ 13 يوليو 1956 تحت اسم « المملكة المغربية الشريفة- الجريدة الرسمية لمنطقة شمال المغرب». وفي 16 أغسطس 1957 ستستقر على اسم «المملكة المغربية- الجريدة الرسمية لمنطقة الشمال»، وبقيت تصدر بشكل غير منتظم إلى أن أدمجت بالجريدة الرسمية للمملكة المغربية، والتي أصبحت تصدر بالفرنسية والإسبانية إلى تاريخ 26 مارس 1975، حيث تم التخلي عن اللغة الإسبانية.

### منطقة طنجة
بسبب الوضع الدولي الخاص لمنطقة طنجة الدولية، كانت لها جريدتها الرسمية الخاصة التي صدرت في 1 يناير 1926، وكانت تصدر بالعربية والفرنسية والإسبانية تحت اسم «الجريدة الرسمية للدولة الشريفة- منطقة طنجة»، وقد كانت تصدر بانتظام مرة كل شهرين، إلى حين استقلال المغرب، حيث غيرت اسمها بتاريخ 15 يوليو 1956، لتصبح «الجريدة الرسمية للمملكة المغربية- إقليم طنجة» وأصبحت تصدر بشكل مؤقت إلى أن تم دماجها بالجريدة الرسمية للمملكة المغربية بتاريخ 3 يناير 1958.

### بعد الاستقلال
لم تكن الجريدة الرسمية موحدة خلال المرحلة الاستعمارية٬ حيث مر النظام القانوني المغربي عبر تشريعات مختلفة صادرة في جرائد رسمية موزعة بين منطقتي الحماية الفرنسية والإسبانية ومنطقة طنجة الدولية٬ فسعى المغرب بعد الاستقلال نحو توحيد منظومته التشريعية من خلال إصدار جريدة رسمية واحدة.
في 23 ذو القعدة 1417 هـ الموافق ل2 أبريل 1997 تم إنشاء الجريدة الرسمية للجماعات المحلية وهي نشرة إخبارية تصدرها المديرية العامة للجماعات المحلية، بطبعة واحدة باللغة العربية. تقوم بإخبار المواطنين بالقرارات الصادرة عن الجماعات الترابية وهيآتها و عن سلطات الوصاية، وكل المستجدات في هذا المجال.
في 21 نوفمبر 2012 تم تخليد الذكرى المائوية لصدور الجريدة (1912 - 2012)٬ لاستجلاء مختلف أوجه التجربة المغربية في مجال إيصال النصوص القانونية منذ قرن من الزمن٬ وتأكيد أهميتها كشاهد على الأحداث الكبرى التي عرفتها المملكة وتأريخ لمراحل من حياة وتاريخ الأمة المغربية.

## وصلات خارجية
- موقع الجريدة الرسمية الأمانة العامة للحكومة.
- الجريدة الرسمية للمملكة المغربية بين 1913 - 2012 الجريدة الرسمية الرقمية	]
- الجريدة الرسمية للجماعات المحلية